# Marcel Dalio
Marcel Dalio, pseudoniem van Marcel-Benoît Blauschild, (Parijs, 23 november 1899 - Parijs, 18 november 1983) was een Frans acteur.

## Leven en werk

### Afkomst, opleiding en eerste optredens
Marcel Blauschild was van joods-Roemeense afkomst. Zijn vader, Isidore Blauschild, was leerbewerker en -handelaar, en zijn moeder, Sarah Cerf, was schoonmaakster. De jonge Blauschild had een woelige jeugd en kende een warrige schooltijd. Van jongs af aan voelde hij zich aangetrokken tot de wereld van het toneel en van het spektakel. Hij volgde een tijdlang toneellessen aan het Parijse Conservatoire. In de jaren twintig debuteerde hij in de toen zo populaire wereld van de cabaretrevues en van de music hall. Hij sloot er vriendschap met onder meer Pierre Brasseur en Robert Le Vigan.

### Jaren dertig: filmacteur
Zijn filmcarrière ging van start met de opkomst van de geluidsfilm. Aan het begin van de jaren dertig werd Dalio - ondertussen had hij het pseudoniem Dalio aangenomen - voor het eerst opgemerkt in enkele komische korte films van Marc Allégret waar hij samen met Julien Carette de affiche deelde. Daarna vertolkte hij een rol in de korte filmparodie Les Affaires publiques (1934), het debuut van Robert Bresson.
Hij verwierf roem dankzij klassiek geworden werken zoals de misdaadfilm Pépé le Moko (Julien Duvivier, 1936) waarin hij als afstotelijke verklikker Jean Gabin verraadt, en vooral dankzij twee producties van Jean Renoir. In de pacifistische Eerste Wereldoorlogsfilm La Grande Illusion (1937) vertolkte hij een gevangengenomen Franse officier, zoon van een vermogende joodse familie, die erin slaagt samen met officier Jean Gabin uit een Duits gevangenenkamp te ontsnappen. Renoir gaf hem een tweede hoofdrol in La Règle du jeu (1939), een  scherpe zedenkomedie over de Franse bovenklasse en hun personeel.
Twee andere belangwekkende films waren het drama La Maison du Maltais (Pierre Chenal, 1938) en de misdaadfilm Entrée des artistes (Marc Allégret, 1938). Chenal vertelde een onmogelijk liefdesverhaal tussen een vagebond (Dalio) en een prostituee bij wie deze een kind verwekt wat later complicaties oplevert als ze een deftig gehuwde vrouw geworden is. Allégret castte hem als onderzoeksrechter.  

### Jaren veertig: Hollywood 1941-1945
Het uitbreken van de Tweede Wereldoorlog onderbrak zijn veelbelovende carrière. Als jood voelde hij zich niet langer veilig in Frankrijk. Samen met Madeleine Lebeau, zijn kersverse veel jongere tweede vrouw, vond hij een onderkomen in de Verenigde Staten. Hij was net op tijd weg uit Frankrijk want even later verspreidde de antisemitische dienst van Vichy-Frankrijk affiches van hem waarop hij afgebeeld stond als 'typische jood'.
Dalio en Lebeau probeerden beiden een filmcarrière op te starten in Hollywood. Dalio's rol van croupier in Casablanca (Michael Curtiz, 1942) leverde hem enige bekendheid op in de Verenigde Staten. Dit klassiek geworden romantisch drama, waarin hij gecast werd naast Humphrey Bogart en Ingrid Bergman, voltrok zich in Casablanca, toen in handen van Vichy-Frankrijk. Het verhaal van Casablanca speelde zich af tijdens de Tweede Wereldoorlog, net zoals een flink aantal van de Amerikaanse producties waarin Dalio te zien was. Titels als Tonight We Raid Calais, Paris After Dark en Action in Arabia logen er niet om.  
Dalio werd steevast gecast in bescheiden bijrolletjes, onder meer in films van gereputeerde regisseurs als Henry King (3 films, hij vertolkte onder meer 'le père de la victoire' Georges Clemenceau), Mervyn LeRoy, Josef von Sternberg en Edmund Goulding. Ook uitgeweken landgenoten zoals Julien Duvivier en Léonide Moguy met wie hij al had samengewerkt in Frankrijk bedachten hem elk twee keer met een bijrol.
In het in Martinique gesitueerde (en eveneens tijdens de Tweede Wereldoorlog in handen van Vichy-Frankrijk) romantisch drama To Have and Have Not (Howard Hawks, 1944) speelde Dalio, weer aan de zijde van Humphrey Bogart, hoteleigenaar Gérard, beter gekend als 'Frenchy'. 

### Jaren veertig: naoorlogse Franse films 1946-1949
Na het voltooien van Hawks' film keerde Dalio met de Bevrijding terug naar Frankrijk. Daar wachtte hem het akelige nieuws dat zijn familie omgekomen was in het naziconcentratiekamp Auschwitz. Naar zijn eigen zeggen bood men hem alleen nog rollen aan van zonderlingen, geslepen gladde jongens en gekken. Voor de komedie Pétrus (1946), zijn eerste vermeldenswaardige naoorlogse Franse film, werd hij door zijn oude kennis Marc Allégret gecast naast zijn goede vriend en fuifnummer Pierre Brasseur, Fernandel en Simone Simon. 
Drie andere vermeldenswaardige Franse films volgden nog in de late jaren veertig. In het Tweede Wereldoorlogdrama Les Maudits (René Clément, 1947) was hij bevelhebber van een U-boot waarmee een aantal prominente nazi's aan het einde van de oorlog proberen te vluchten naar Zuid-Amerika. In het drama Dédée d'Anvers (1948), geregisseerd door Marc Allégrets jongere broer Yves Allégret, was hij Simone Signorets pooier en in het liefdesdrama Les Amants de Vérone (André Cayatte, 1949) was hij een gestoorde moordenaar.

### Jaren vijftig: Hollywood deel twee
Zijn afscheid van Hollywood was niet definitief. Doorheen de jaren wisten verscheidene Amerikaanse filmmakers hem nog regelmatig te vinden om hem weer te casten in de bijrol van de Fransman van dienst, van een exotische vreemdeling of een vreemde zonderling. De jaren vijftig waren daardoor vooral Amerikaans gekleurd. 
Zo was hij te zien in enkele muzikale komedies zoals On the Riviera (Walter Lang, 1951), The Merry Widow (Curtis Bernhardt, 1952) en Gentlemen Prefer Blondes (Howard Hawks, 1953). Henry King dacht opnieuw aan Dalio voor zijn twee weelderige melancholische literatuurverfilmingen naar werk van Ernest Hemingway: de romantische avonturenfilm The Snows of Kilimanjaro (Henry King, 1952) en het in Parijs gesitueerde drama The Sun Also Rises (1957) waarin Dalio de baas is van een musettedansgelegenheid. Nog in 1952 speelde hij de grootvader van een hechte Frans-Canadese familie waarvan ook Charles Boyer en Louis Jourdan (twee succesvolle Franse acteurs die het maakten in Hollywood) deel uitmaakten. 
Ook andere vermaarde cineasten als Billy Wilder, Sam Fuller en William Wellman zagen in hem de ideale Fransman: een rijke baron in de romantische komedie Sabrina (1954), een Franse pater in de oorlogsfilm China Gate (1957) en een Franse sergeant-instructeur in de oorlogsfilm Lafayette Escadrille (1958).
De enige vermeldenswaardige Franse films die Dalio in de jaren vijftig draaide waren het op een roman van Joseph Kessel gebaseerde drama Les Amants du Tage en de succesrijke op een roman van Auguste Le Breton gebaseerde misdaadfilm Razzia sur la chnouf, allebei uit 1955. In Razzia sur la chnouf was Dalio de laffe bange leider van een Parijse drugsbende die wil dat er orde op zaken gezet wordt binnen zijn organisatie en daartoe een beroep doet op Jean Gabin. 

### Latere carrière
Omstreeks 1960 koos Dalio Parijs als vaste verblijfplaats. Hij was merkelijk meer te zien in Franse producties in de jaren zestig. Zijn eerste film was Claude Sautets misdaadfilm Classe tous risques (1960) waarin hij een heler portretteerde en in het 'slechte' gezelschap van Lino Ventura en Jean-Paul Belmondo vertoefde. Charles Gérard maakte twee keer gebruik van Dalio's talent, net zoals Philippe de Broca (in de avonturenfilm Cartouche, 1962, en in de komedie Un monsieur de compagnie, 1964). Dalio verscheen ook in de komedie Le Petit Garçon de l'ascenseur (1962), het debuut van Pierre Granier-Deferre. Ook bekende cineasten zoals Julien Duvivier, Marc Allégret en Henri Verneuil werkten in de jaren zestig weer met Dalio samen. 
In de Verenigde Staten speelde Dalio eveneens onverminderd voort. Gevestigde waarden bleven een beroep doen op zijn talent. Mervyn LeRoy (de  rampenfilm The Devil at 4 O'Clock, 1961) en John Ford (in de komische film Donovan's Reef uit 1963 was Dalio een Franse pater) castten hem in films die zich in Frans-Polynesië afspeelden.   
Dalio was voor de derde keer te zien naast Audrey Hepburn in William Wylers romantische in Parijs gesitueerde kraakfilm How to Steal a Million (1966). George Cukor gaf Dalio de rol van de Franse consul-generaal in het drama Justine (1969). In het romantisch drama The Great White Hope (1970), Martin Ritts biopic over Jack Johnson, was Dalio een Franse bokspromotor.
Na de komedie Tendre Voyou (1966) en het oorlogsdrama La Vingt-cinquième Heure (1967) dat zich in Roemenië, zijn land van herkomst, afspeelde, was Dalio nog slechts in weinig belangwekkende (Franse) films te zien. Hij verscheen in twee ontzettend succesrijke komedies met Louis de Funès: Les Aventures de Rabbi Jacob (1973) waarin hij de titelrol voor zijn rekening nam en L'Aile ou la Cuisse (1976).
Zijn laatste belangrijke rollen vertolkte hij in de tragikomische familiekroniek La Communion solennelle (1977) en in de hilarische komedie Le Paradis des riches (1978) waarin een groep ouderlingen op drift raakt.

### Toneel en televisie
In de jaren twintig begon Dalio een lange toneelcarrière die zich uitstrekte over een halve eeuw (1924-173). 
Tussen 1954 en 1982 was Dalio ook bedrijvig op het kleine scherm. Hij werkte zowel aan televisiefilms als aan talrijke series mee.

### Privéleven
Marcel Dalio is drie keer getrouwd geweest :
- met de actrice Jany Holt (1936-1939)
- met Madeleine Lebeau (1939-1943)
- met Madeleine Prime (1981-1983)

Dalio werd op 19 november 1983 dood aangetroffen in zijn Parijs' appartement. Hij ligt begraven op het cimetière parisien de Bagneux.

## Filmografie (ruime selectie)

### Lange speelfilms
- 1935 - Retour au paradis (Serge de Poligny
- 1936 - Le Golem (Julien Duvivier)
- 1936 - Un grand amour de Beethoven (Abel Gance)
- 1937 - Pépé le Moko (Julien Duvivier)
- 1937 - Le Chemin de Rio (Robert Siodmak)
- 1937 - Marthe Richard, au service de la France (Raymond Bernard)
- 1937 - Les Perles de la couronne (Sacha Guitry en Christian-Jaque)
- 1937 - La Grande Illusion (Jean Renoir)
- 1937 - Naples au baiser de feu (Augusto Genina)
- 1938 - Les Pirates du rail (Christian-Jaque)
- 1938 - Mollenard (Robert Siodmak)
- 1938 - Chéri-Bibi (Léon Mathot)
- 1938 - La Maison du Maltais (Pierre Chenal)
- 1938 - Entrée des artistes (Marc Allégret)
- 1938 - Conflit (Léonide Moguy)
- 1939 - L'Esclave blanche (Marc Sorkin)          le sultan Soliman
- 1939 - La Tradition de minuit (Roger Richebé)
- 1939 - La Règle du jeu (Jean Renoir)
- 1940 - Tempête (Dominique Bernard-Deschamps)
- 1941 - Unholy Partners (Mervyn LeRoy)
- 1941 - The Shanghai Gesture (Josef von Sternberg)
- 1942 - Tales of Manhattan (Julien Duvivier)
- 1942 - Casablanca (Michael Curtiz)
- 1943 - Flesh and Fantasy (Julien Duvivier)
- 1943 - Tonight We Raid Calais (John Brahm)
- 1943 - The Constant Nymph (Edmund Goulding)
- 1943 - Paris After Dark (Léonide Moguy)
- 1943 - The Song of Bernadette (Henry King)
- 1944 - Action in Arabia (Léonide Moguy)
- 1944 - Wilson (Henry King)
- 1944 - To Have and Have Not (Howard Hawks)
- 1944 - The Conspirators (Jean Negulesco)
- 1945 - A Bell for Adano (Henry King)
- 1946 - Pétrus (Marc Allégret)
- 1947 - Les Maudits (René Clément)
- 1948 - Dédée d'Anvers (Yves Allégret)
- 1949 - Les Amants de Vérone (André Cayatte)
- 1949 - Hans le marin (François Villiers)
- 1949 - Portrait d'un assassin (Bernard Roland)
- 1949 - Maya (Raymond Bernard)
- 1950 - Black Jack (Julien Duvivier)
- 1951 - On the Riviera (Walter Lang)
- 1951 - Rich, Young and pretty (Norman Taurog)
- 1952 - Nous irons à Monte-Carlo (Jean Boyer)
- 1952 - Lovely to Look At (Mervyn LeRoy)
- 1952 - The Snows of Kilimanjaro (Henry King)
- 1952 - The Merry Widow (Curtis Bernhardt)
- 1952 - The Happy Time (Richard Fleischer)
- 1953 - Gentlemen Prefer Blondes (Howard  Hawks)
- 1954 - Sabrina (Billy Wilder)
- 1955 - Les Amants du Tage (Henri Verneuil)
- 1955 - Razzia sur la chnouf (Henri Decoin)
- 1955 - Jump into Hell (David Butler)
- 1956 - Miracle in the Rain (Rudolph Maté)
- 1956 - Anything Goes (Robert Lewis)
- 1957 - Ten Thousand Bedrooms (Richard Thorpe)
- 1957 - China Gate (Samuel Fuller)
- 1957 - The Sun Also Rises (Henry King)
- 1957 - Tip on a Dead Jockey (Richard Thorpe)
- 1958 - Lafayette Escadrille (William Wellman)
- 1958 - The Perfect Furlough (Blake Edwards)
- 1959 - The Man Who Understood Women (Nunnally Johnson)
- 1959 - Pillow Talk (Michael Gordon)
- 1960 - Can-Can (Walter Lang)
- 1960 - Classe tous risques (Claude Sautet)
- 1960 - Song Without End (Charles Vidor en George Cukor)
- 1961 - The Devil at 4 O'Clock (Mervyn LeRoy)
- 1962 - La Loi des hommes (Charles Gérard)
- 1962 - Cartouche (Philippe de Broca)
- 1962 - Le Petit Garçon de l'ascenseur (Pierre Granier-Deferre)
- 1962 - Jessica (Jean Negulesco)
- 1962 - Le Diable et les Dix Commandements (Julien Duvivier)
- 1963 - L'Abominable Homme des douanes (Marc Allégret)
- 1963 - The List of Adrian Messenger (John Huston)
- 1963 - Donovan's Reef (John Ford)
- 1964 - À couteaux tirés (Charles Gérard)
- 1964 - Wild and Wonderful (Michael Anderson)
- 1964 - Le Monocle rit jaune (Georges Lautner)
- 1964 - Un monsieur de compagnie (Philippe de Broca)
- 1965 - Lady L (Peter Ustinov)
- 1966 - Le Dix-septième ciel (Serge Korber)
- 1966 - Made in Paris (Boris Sagal)
- 1966 - How to Steal a Million (William Wyler)
- 1966 - Tendre Voyou (Jean Becker)
- 1967 - La Vingt-cinquième Heure (Henri Verneuil)
- 1967 - Le Plus Vieux Métier du monde (anthologiefilm, episode 'Aujourd'hui' van Claude Autant-Lara)
- 1968 - How Sweet It Is! (Jerry Paris)
- 1969 - Justine (George Cukor)
- 1969 - Du blé en liasses (Alain Brunet)
- 1970 - Catch 22 (Mike Nichols)
- 1970 - The Great White Hope (Martin Ritt)
- 1971 - Papa, les petits bateaux (Nelly Kaplan)
- 1971 - L'amour c'est gai, l'amour c'est triste (Jean-Daniel Pollet)
- 1971 - Aussi loin que l'amour (Frédéric Rossif)
- 1972 - Les Yeux fermés (Joël Santoni)
- 1973 - La Punition (Pierre-Alain Jolivet)
- 1973 - Les Aventures de Rabbi Jacob (Gérard Oury)
- 1974 - Ursule et Grelu (Serge Korber)
- 1975 - Que la fête commence (Bertrand Tavernier)
- 1975 - La Vie sentimentale de Walter Petit (Hard Love) (Serge Korber)
- 1975 - Trop c'est trop (Didier Kaminka)
- 1975 - La Bête (Walerian Borowczyk)
- 1975 - Le Faux-cul (Roger Hanin)
- 1977 - L'Ombre des châteaux (Daniel Duval)
- 1976 - L'Aile ou la Cuisse (Claude Zidi)
- 1977 - La Communion solennelle (René Féret)
- 1978 - Le Paradis des riches (Paul Barge)
- 1980 - L'Honorable Société (Anielle Weinberger)

### Korte films
- 1931 - Les Quatre Jambes (Marc Allégret)
- 1931 - Le Collier (Marc Allégret)
- 1931 - Olive passager clandestin (Maurice de Canonge) (middellange film)
- 1934 - Les Affaires publiques (Robert Bresson)
- 1974 - T'es fou Marcel... (Jean Rochefort)

## Publicaties
- Marcel Dalio: Mes années folles, (genoteerd door Jean-Pierre de Lucovich), Paris, Jean-Claude Lattès, 1976
- Raymond Chirat en Olivier Barrot: Les Excentriques du cinéma français : 1929-1958, Henri Veyrier, Paris, 1983
- Yvan Foucart: Dictionnaire des comédiens français disparus, Éditions cinéma, Mormoiron, 2008

- Bibsys: 3105437
- Biblioteca Nacional de España: XX1244895
- Bibliothèque nationale de France: cb12040437q (data)
- Catàleg d'autoritats de noms i títols de Catalunya: 981058522356006706
- Gemeinsame Normdatei: 130523127
- International Standard Name Identifier: 0000 0003 6848 0824
- Library of Congress Control Number: no93022573
- Nationale Bibliotheek van Tsjechië: xx0150773
- Nationale Bibliotheek van Israël: 987007259993605171
- Nederlandse Thesaurus van Auteursnamen: 255337590
- SNAC: w6hp1nsx
- Système universitaire de documentation: 028601572
- Virtual International Authority File: 46778110
- WorldCat: E39PBJycTpFDDXVFR674cX3RKd